# غالين هال
غالين هال (بالإنجليزية: Galen Hall)‏ هو لاعب كرة قدم أمريكية أمريكي، ولد في 14 أغسطس 1940 في ألتونا في الولايات المتحدة.

## وصلات خارجية
- غالين هال على موقع مرجع كرة القدم المحترفة.كوم (الإنجليزية)